# Leclercera khaoyai
Leclercera khaoyai is een spinnensoort uit de familie Psilodercidae. De soort komt voor in Thailand.